# Bắc Sơn, Móng Cái
Bắc Sơn là xã thuộc thành phố Móng Cái, tỉnh Quảng Ninh, Việt Nam.

## Địa giới hành chính
Xã Bắc Sơn nằm ở phía bắc của thành phố Móng Cái.
- Phía đông giáp Trung Quốc.
- Phía nam giáp các xã Hải Yên, Hải Đông và Hải Tiến, thành phố Móng Cái.
- Phía tây giáp xã Hải Sơn, thành phố Móng Cái.
- Phía bắc giáp Trung Quốc.

## Lịch sử hành chính
Năm 1979, các xã Pò Hèn, Thán Phún, Lục Phủ và Tràng Vinh thuộc huyện Móng Cái được sáp nhập thành thị trấn nông trường Hải Sơn.
Năm 1998, đồng thời với việc thành lập thị xã Móng Cái từ huyện Hải Ninh, xã Hải Sơn được thành lập trên cơ sở thị trấn lâm trường Hải Sơn với 14. 924,2 ha diện tích và 680 người.
Năm 2003, xã Bắc Sơn được thành lập trên cơ sở một phần diện tích và dân số của xã Hải Sơn.

### Các thôn
Xã Bắc Sơn gồm các thôn như Thán Phún, Lục Phủ, Pẹc Nả, Phình Hồ và các bản nhỏ: Đại Vai, Cao Lan, Hợp Long.